# Shadows on the Sun
Shadows on the Sun è il secondo album del rapper statunitense Brother Ali, pubblicato nel 2003.
| Recensione       | Giudizio   |
| ---------------- | ---------- |
| AllMusic         | [ 1 ]      |
| RapReviews       | [ 2 ]      |
| HipHopDX         | [ 3 ]      |
| Robert Christgau | A−         |
| The A.V. Club    | favorevole |
| Pitchfork        | [ 6 ]      |
| Sputnikmusic     | [ 7 ]      |
| Tiny Mix Tapes   | [ 8 ]      |

## Tracce
Musiche di Brother Ali, Ant, Slug (tracce 7 e 14).
1. Room with a View – 3:50
2. Champion... – 4:06
3. Star Quality – 5:20
4. Prince Charming – 4:35
5. Win Some Lose Some – 3:24
6. Pay Them Back – 2:53
7. Blah Blah Blah (featuring Slug) – 4:20
8. Shadows on the Sun – 4:36
9. Prelude – 1:17
10. Forest Whitiker – 3:00
11. Bitchslap! – 3:19
12. Back Stage Pacin' – 3:51
13. When the Beat Comes In – 4:31
14. Missing Teeth (featuring Slug) – 1:54
15. Dorian – 3:50
16. Soul Whisper – 1:49
17. Picket Fence – 5:10
18. Victory! (Come Forward) – 4:09